# Justizvollzugsanstalt Rothenfeld
Die Justizvollzugsanstalt Rothenfeld ist eine JVA des Freistaates Bayern im Andechser Gemeindeteil Rothenfeld. Sie ist verwaltungs- und versorgungsmäßig der JVA Landsberg angegliedert und wird daher als Außenstelle geführt. Die Haftanstalt hat eine Belegungsfähigkeit von derzeit 102 Haftplätzen.

## Geschichte
Die heutige Außenstelle Rothenfeld diente bis 10. März 1966 als Frauengefängnis für erwachsene Strafgefangene, dann weiter als Anstalt für weibliche Jugendstrafgefangene. Nach der Verlegung der Frauen in die Justizvollzugsanstalt Aichach, wurde Rothenfeld zur Freigängeranstalt der JVA Landsberg umgewandelt.

### Vorgeschichte
Das Gelände, auf dem heute die JVA Rothenfeld steht, wurde 1474 als Einöde vom Kloster Andechs unter Abt Stöcklin gekauft. Die darauf errichteten Gebäude wurden im Dreißigjährigen Krieg 1632 von den Schweden ausgeraubt und niedergebrannt.
1705 erfolgte durch Andechs ein Neubau als Sommersitz. Die Grundform des Hauses war bereits dieselbe wie heute. Ab 1803 ging Rothenfeld nach der Säkularisation durch mehrere Hände und wurde dabei unter anderem als Champignon- bzw. als Pferdezucht genutzt. Das Kloster Andechs kaufte Rothenfeld 1905 zurück und errichtete dort eine Erziehungsanstalt für 130 Knaben im Alter von 9 bis 18 Jahren, die sogenannte Gregorius-Erziehungsanstalt. Abt war damals Gregor Danner.

### Heutige Anlage
Von 1907 bis 1910 erfolgte der Neubau im Pavillonstil, es wurden Wohngruppen mit jeweils 12 bis 15 Zöglingen eingerichtet. Die neubarocke symmetrische Anlage, das Hauptgebäude mit Walmdächern und einer zentralen Kapelle mit Zwiebel-Dachreiter, einem ummauerten Hof mit vier winkelförmigen Gebäuden an den Ecken steht unter der Aktennummer D-1-88-117-32 unter Denkmalschutz.
1933 wurde unter Abt Wöhrmüller die Anlage – ohne ihre Wälder – an die Ordensgemeinschaft der Redemptoristen verkauft. Sie wurde zur Hochschule für 40 bis 60 Kleriker und musste bereits 1937 nach Verurteilung des Redemptoristenordens wegen angeblichen Devisenschmuggels für 65.000 Reichsmark an den Staat abgetreten werden. Ein Jahr später erfolgte dann erstmals die Nutzung als Gefängnis, es wurde nach einem Umbau als Frauengefängnis für rund 370 Gefangene genutzt, aus dem wiederum nur fünf Jahre später ein Frauenjugendgefängnis wurde.
1965 wurden Landwirtschaft und Forst der JVA Landsberg unterstellt, ein Jahr später die bisher selbstständige JVA Rothenfeld zur Landsberger Außenstelle umfunktioniert. Von 1968 bis zur Strafrechtsreform 1977 diente Rothenfeld dann als Männergefängnis für Verkehrsdelikte.
Mit einem Ausbau im Jahre 1972 wurde Rothenfeld zur zentralen Ausbildungsstätte für Maschinenbau. Ein Jahr später, am 18. März 1973 brannte der Rinderstall nieder, der ab 1976 wieder aufgebaut wurde. Es folgte 1982 der Neubau eines Unternehmerbetriebes (Csongradi) am Standort Rothenfeld. 1985 entstand ein Freigängerhaus für 31 Gefangene, bis 1988 folgten weitere Umbauarbeiten im Haupthaus. Seit 1995 ist in Rothenfeld eine Arbeitstherapie (LF – Wohngruppe mit 12 Gefangenen) eingerichtet.